# پسر خوب (مجموعه تلویزیونی)
پسر خوب (انگلیسی: Good Boy؛ کره‌ای: 굿보이) مجموعه تلویزیونی محصول کره جنوبی به نویسندگی لی ده ایل، به کارگردانی شیم نا یون و با بازی پارک بو گوم، کیم سو هیون، اوه جونگ سه، لی سانگ یی و هو سونگ ته است. این مجموعه از ۳۱ مه ۲۰۲۵، روزهای شنبه و یکشنبه ساعت ۲۲:۴۰ (کی‌اس‌تی) از جی‌تی‌بی‌سی پخش شد. 

## بازیگران
- پارک بو گوم در نقش یون دونگ جو[۱]
- کیم سو هیون در نقش جی هان نا[۱]
- اوه جونگ سه در نقش مین جو یونگ[۱]
- لی سانگ یی در نقش کیم جونگ هیون[۱]
- هو سونگ ته در نقش گو مان شیک[۱]

## تولید

### توسعه
در فوریه ۲۰۲۱، پسر خوب به عنوان اثر تولیدی استودیو اند نیو به نویسندگی لی ده ایل اعلام شد که قبلاً نویسندگی زندگی در مریخ (۲۰۱۸) و فصل دوم رئیس ستاد (۲۰۱۹) را انجام داده است.
اس‌ال‌ال، استودیو اند نیو و دراما هاوس استودیو، تولید این مجموعه را بر عهده گرفتند.
به گزارش جوی نیوز ۲۴، گروه بازیگران و خدمه جلسه فیلم‌نامه خوانی را در ۲۱ مارس ۲۰۲۴ برگزار می‌کنند.

### بازیگران
در ژوئیه ۲۰۲۳، پارک بو گوم و اوه جونگ سه به عنوان بازیگران این مجموعه اعلام شدند. در اوت ۲۰۲۳، گزارش شد که کیم سو هیون بازیگر نقش اول زن این مجموعه است.
پارک و کیم به صورت رسمی به عنوان نقش‌های اصلی در ژانویه ۲۰۲۴ تأیید شدند و حضور بازیگران اوه جونگ سه، لی سانگ یی، هو سونگ ته و ته وون سوک در ژوئیه ۲۰۲۴ تأیید شد.

### فیلم‌برداری
فیلم‌برداری اصلی در اواخر مارس ۲۰۲۴ آغاز شد.
در ۲۸ اوت ۲۰۲۴، گزارش شد فیلم‌برداری به صورت موقتی متوقف شده است زیرا پارک بو گوم هنگام اجرای یک صحنه اکشن در بوسان از ناحیه پا آسیب دید و در بیمارستانی در سئول تحت درمان قرار گرفت.

## انتشار
جی‌تی‌بی‌سی گزارش کرده بود که پسر خوب در نیمهٔ دوم سال ۲۰۲۴ پخش خواهد شد.